# Dayton Wetherby
Dayton Brenna Wetherby McArthur (nacido el 5 de septiembre de 1994) es una futbolista panameña nacida en Estados Unidos que juega como portera.

## Trayectoria
Wetherby nació de padre estadounidense de California, Jeffrey Wetherby, y madre panameña, Dawn McArthur. Se crío en Wesley Chapel, Florida.

## Selección nacional

### Categorías inferiores
Fue convocada por la selección sub-20 de Panamá para disputar el Campeonato Femenino Sub-20 de la Concacaf de 2012 en donde jugó 4 partidos.

### Selección absoluta
Wetherby debutó con la selección absoluta el 6 de marzo de 2013 durante los Juegos Centroamericanos de 2013.

## Clubes
| Club            | País           | Año         |
| --------------- | -------------- | ----------- |
| Navy Midshipmen | Estados Unidos | 2013 - 2016 |